# اگوداگاما
اگوداگاما (به لاتین: Egodagama) یک منطقهٔ مسکونی در سری‌لانکا است که در استان مرکزی (سری‌لانکا) واقع شده‌است.